# Catharsius platicornis
Catharsius platicornis är en skalbaggsart som beskrevs av Ferreira 1960. Catharsius platicornis ingår i släktet Catharsius och familjen bladhorningar. Inga underarter finns listade.